# Nissan 350Z
La 350Z, également connue sous le nom de Fairlady Z Z33 au Japon, est un coupé sportif du constructeur automobile japonais Nissan. Elle est le deuxième modèle le plus récent d'une longue lignée de voitures de sport produites par Nissan, dont la première représentante était le coupé Datsun 240Z (connue sous son nom d'origine Nissan Fairlady Z au Japon depuis son début).

## Historique
Après l'arrêt de la commercialisation de la 300ZX en 1996, Nissan présente à la presse la 240Z Concept en 1998. Après l'annonce de la production en février 2000 par Carlos Ghosn en conférence de presse, l'équipe de design retravaille la face avant et place le moteur VQ35DE pour finaliser la 350Z en 2002.

## Nissan 350Z - Coupé

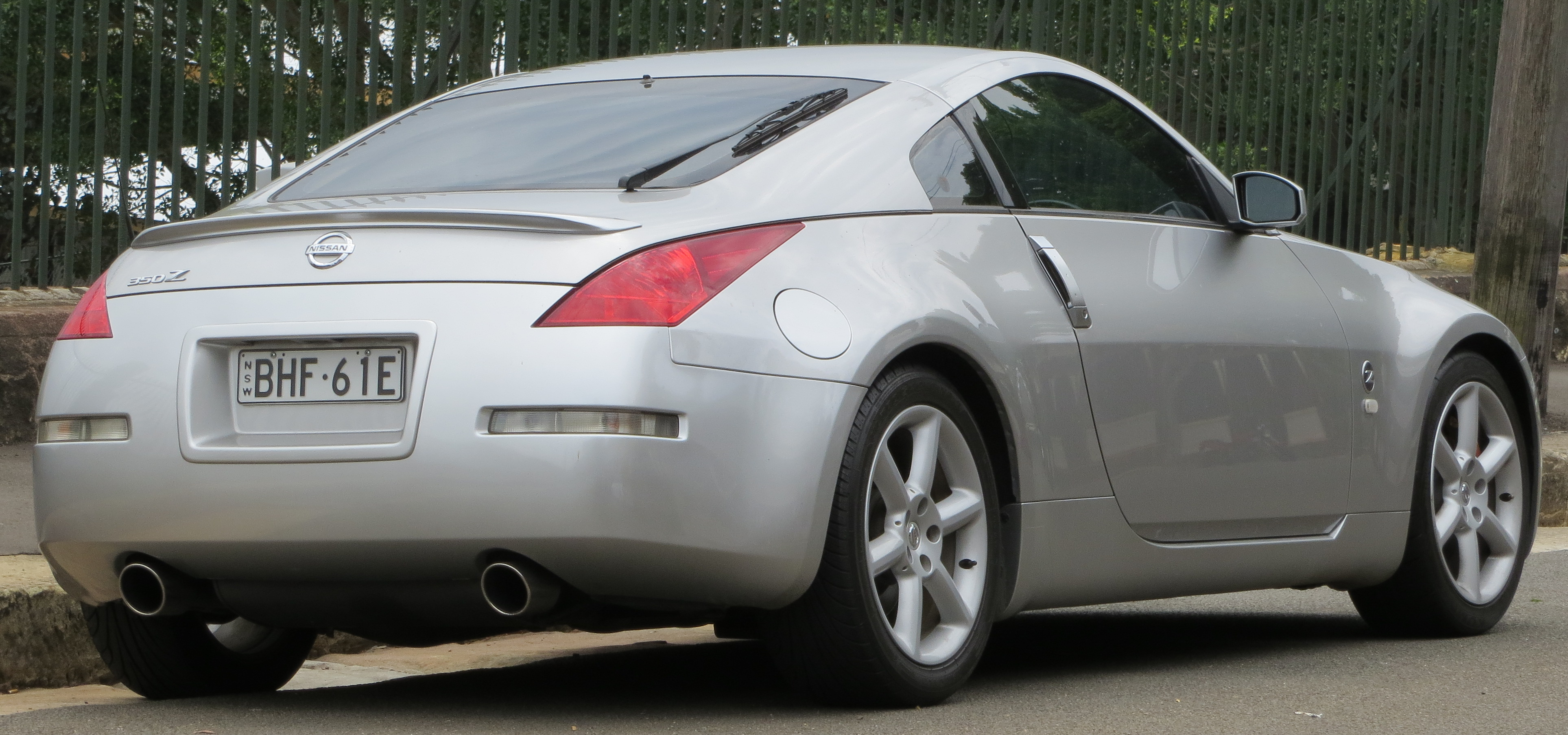
Face arrière.

### Caractéristiques techniques
Moteur VQ35DE (2003-2006) : 6 cylindres en V à 60° longitudinal AV, 3 498 cm3, 4 valves par cylindre, arbres à came d'admission variable, 280 ch à 6 200 tr/min, 363 N m à 4 800 tr/min.
Évolution 35e anniversaire de 2005 et nouveaux modèle 2006 : 300 ch à 6 800 tr/min, 353 N m à 4 800 tr/min.
De 2007 à 2009 : VQ35HR.
Transmission : propulsion à 6 rapports, arbre de transmission en fibre de carbone, différentiel à glissement limité par visco-coupleur. Freins Brembo à 4 pistons à l'AV de 324 mm, à 2 pistons à l'AR de 322 mm.

### Performances
- Rapport Poids/Puissance : 5,52 kg/ch
- 400 m DA : 14,8 s
- 1 000 m DA : 26,2 s
- 0 à 100 km/h: 5,9 s
- 0 à 200 km/h : 24,1 s
- Vitesse maxi : 250 km/h (limitation électronique)

### Évolution 2007
Nouveau moteur VQ35HR. Le taux de compression passe de 10,3:1 à 10,6:1, avec l'ajout d'un second capteur de cliquetis et l'adoption de pistons à empreinte asymétrique la puissance est désormais de 313 ch à 7 000 tr/min et 358 N m à 4 800 tr/min.

## Nissan 350Z - Roadster

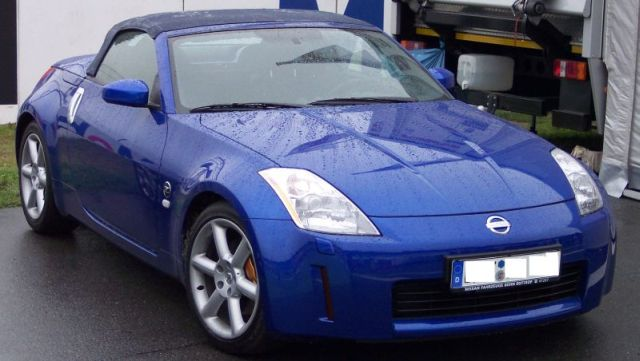
350Z Roadster.

La Nissan 350Z Roadster est la version cabriolet de la 350Z

### Caractéristiques techniques
Moteur
Idem coupé sauf :
- Puissance :280 ch DIN à 6 200 tr/min
- Couple maxi : 371 N m à 4 800 tr/min

Transmission
Boîte de vitesses (rapports) : 6 manuelle ou 5 automatique.
Dimension (coupé)
- Longueur : 4 310 mm
- Largeur : 1 815 mm
- Hauteur : 1 320 mm

Masse
- Données constructeur : 1 450 à 1 545 kg
- Rapport poids/puissance : 5,71 kg/ch DIN

Roues
- Freins : étriers de freins brembo, disques ventilés AV et AR.
- Pneus : 225/45 ZR 18 AV et 245/45 ZR 18 AR.

Performances
- Vitesse maxi : 250 km/h
- 400 m DA : ND
- 1 000 m DA : 26,4 s
- 0 à 100 km/h : 5,7 s
- 0 à 200 km/h : 22,7 s

## Ventes
| Année | États-Unis | Europe |
| ----- | ---------- | ------ |
| 2002  | 13 253     | 3      |
| 2003  | 36 728     | 2 187  |
| 2004  | 30 690     | 6 959  |
| 2005  | 27 278     | 5 598  |
| 2006  | 24 635     | 3 955  |
| 2007  | 18 957     | 2 493  |
| 2008  | 10 337     | 1 411  |
| 2009  | 0          | 424    |